# Зайков, Борис Дмитриевич
Бори́с Дми́триевич Зайко́в (1897—1961) — советский учёный-гидролог, доктор географических наук (1944), профессор.

## Биография
После окончания в 1917 году гимназии с серебряной медалью служил на флоте.
В 1921—1925 годах учился и окончил Ленинградский географический институт по специальности гидрометеорология.
С 1934 по 1961 год работал в Государственном гидрологическом институте. В 1938 году присвоена учёная степень кандидата географических наук без защиты диссертации. В 1944 году присвоена степень доктора географических наук после защиты диссертации на тему «Сток рек Европы». В 1946 году присвоено звание профессора.
В 1937—1946 годах под руководством Б. Д. Зайкова проводились крупномасштабные исследования водного баланса Каспийского моря за последние 100 лет, исследования по водному балансу Аральского моря, стоку, испарению с водной поверхности и классификации рек СССР.
Б. Д. Зайковым опубликовано более 90 крупных научных работ.
За выдающиеся заслуги в развитии гидрологии Б. Д. Зайков был награждён несколькими орденами и медалями.

## Основные работы
- Материалы по гидрологии Верхнего Алдана. — Л.: Изд-во Акад. наук СССР, 1935. — 168 с. — (Труды Совета по изучению природных ресурсов (СОПС). Серия Якутская / Акад. наук СССР; Вып. 25).
- Средний многолетний сток рек СССР. 1937.
- Внутригодовое распределение годового стока Европы. 1938.
- Внутригодовое распределение речного стока на территории Европы / Б. Д. Зайков, д-р геогр. наук. — Свердловск; Москва: Гидрометеоиздат, 1944. — 50 с., 3 л. карт.: ил. — (Труды Научно-исследовательских учреждений. Серия 4. Гидрология суши / Гос. гидрол. ин-т. НКО СССР. Глав. упр. гидрометеорол. службы СССР; Вып. 15).
- Средний сток и его распределение в году на территории СССР. 1946.
- Высокие половодья и паводки на реках СССР за историческое время. 1954.
- Очерки по озероведению. Ч. 1-2. 1955, 1960.
- Водный баланс Каспийского моря в связи с причинами понижения его уровня. 1946.
- Очерки гидрологических исследований в России / Под ред. А. П. Доманицкого. — Л.: Гидрометеоиздат, 1973. — 325 с.: ил., карт.; 2 л. портр. и карт. — Библиогр.: с. 194—217 (524 назв.); Список лит. (сост. А. П. Доманицкий): с. 220—222. — Геогр. указ.: с. 317—324.